# Tupolev ANT-9
El Túpolev ANT-9 (en ruso: Туполев АНТ-9) fue un avión de pasajeros soviético de los años 30 del siglo XX. Fue desarrollado en contestación a una solicitud de un avión comercial doméstico. En esa época, Deruluft, una de las aerolíneas precursoras de Aeroflot, solo volaba modelos extranjeros, que eran principalmente alemanes o neerlandeses.

## Diseño y desarrollo

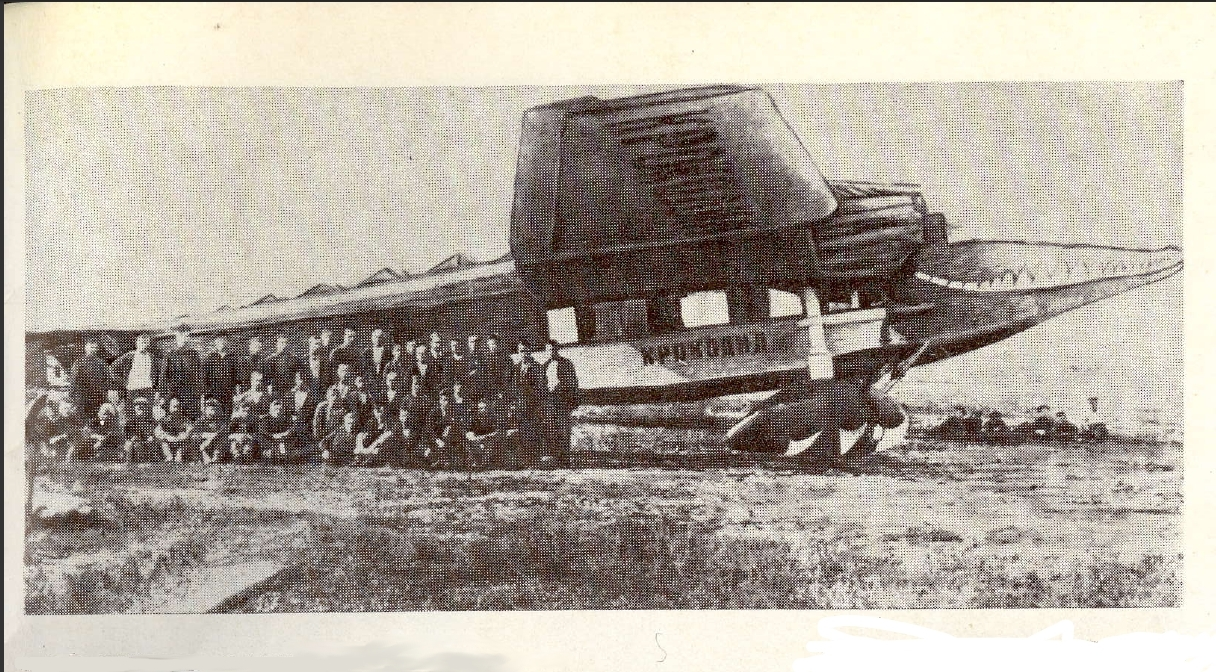
"Krokodil" es un avión de propaganda. Se transformó en la fábrica n° 84 en la ciudad de Khimki, en la región de Moscú

Los trabajos de diseño comenzaron en 1927. El primer prototipo, bautizado Krylia Sovietov (Alas de los Soviets), utilizaba tres motores radiales Gnome-Rhone Titan franceses. Fue presentado en público el 1 de mayo de 1929 en la Plaza Roja y fue enviado a realizar pruebas de vuelo nacionales, que fueron completadas en junio. Se construyeron 12 aviones de la primera serie. En producción, los motores Titan fueron reemplazados por M-26, pero demostraron ser poco fiables y fueron reemplazados por Wright R-975 Whirlwind importados. Dos de estos aviones fueron utilizados por Deruluft, comenzando en 1933 con la ruta Berlín-Moscú.
En septiembre de 1930 se completaron las pruebas de la versión del ANT-9 propulsada por los motores Wright. Unos pocos fueron usados como transportes ejecutivos por la Fuerza Aérea Soviética. Estaba en construcción una versión militar con torretas estándar y retráctiles, pero fue abandonada antes de que comenzaran las pruebas. Se estudió y consideró una versión ambulancia, pero nunca fue construida. En 1932, el ingeniero Sergei Ivanovich Komarov de la Grazhdansky Vozdushny Flot GVF (Flota Aérea Civil) propuso una modificación del ala del ANT-9 para acomodar dos motores Mikulin M-17, similar a la realizada en el R-6. La producción comenzó en 1933 como PS-9 (en ruso: пассажирский самолёт, romanizado: passazhirskiy samolot, avión de pasajeros). El número de aviones construidos ascendió a alrededor de 70 aparatos.

## Historia operacional
Mijaíl Grómov completó un vuelo alrededor de Europa en la ruta Moscú-Travemünde-Berlín-París-Roma-Marsella-Londres-París-Berlín-Varsovia-Moscú con el Krylia Sovetov ("Alas de los Soviets"), que duró del 10 de julio al 8 de agosto de 1929 y que generó una considerable publicidad. Transportó ocho pasajeros a una distancia de 9037 km en 53 horas de vuelo, con una velocidad media de 177 km/h.
Hasta el comienzo de la invasión alemana de la Unión Soviética, sirvieron como aviones de pasajeros o autoridades principalmente en rutas de Asia Central y el Cáucaso. Posteriormente fueron usados hasta 1943 como aviones de transporte y sanitarios. Un PS-9 fue modificado como avión de propaganda, bautizado Krokodil (cocodrilo), con un morro de contrachapado con forma de reptil.

## Operadores

### Militares
Turquía
- Fuerza Aérea Turca

 Unión Soviética
- Fuerza Aérea Soviética

### Civiles
Turquía
- Turkish Airlines

 Unión Soviética
- Aeroflot
- Deruluft

## Accidentes
- El 6 de diciembre de 1936, un ANT-9 de Deruluft, matriculado CCCP-D311, se estrelló cerca de Moscú debido a un error del piloto, muriendo 9 de los 14 ocupantes.

## Especificaciones (PS-9)
Referencia datos: The Osprey Encyclopedia of Russian Aircraft 1875–1995

### Características generales
- Tripulación: Dos
- Capacidad: 9
- Longitud: 17 m (55,8 ft)
- Envergadura: 23,9 m (78,2 ft)
- Altura: 5 m (16,4 ft)
- Superficie alar: 84 m² (904,2 ft²)
- Perfil alar: raíz: Tupolev A0 (20%) ; punta: Tupolev A0 (14%)[2]
- Peso vacío: 4400 kg (9697,6 lb)
- Peso cargado: 6200 kg (13 664,8 lb)
- Planta motriz: 2× motor lineal V-12 refrigerado por agua Mikulin M-17.
  - Potencia: 373 kW (514 HP; 507 CV) cada uno.
- Hélices: Bipala de paso fijo
- Motores alternativos: 3x Bristol Titan, 3x Wright J-5 Whirlwind o 3x M-26

### Rendimiento
- Velocidad máxima operativa (Vno): 215 km/h (134 MPH; 116 kt)
- Velocidad crucero (Vc): 180 km/h (112 MPH; 97 kt)
- Alcance: 700 km (378 nmi; 435 mi)
- Techo de vuelo: 5100 m (16 732 ft)
- Régimen de ascenso: 2,8 m/s (551 ft/min)
- Potencia/peso: 0,12 kW/kg (0,073 hp/lb)

## Aeronaves relacionadas

### Secuencias de designación
- Secuencia ANT-_ (interna de Túpolev): ← ANT-6 - ANT-7 - ANT-8 - ANT-9 - ANT-10 - ANT-11 - ANT-12 →
- Secuencia PS-_ (Aviones de Pasajeros soviéticos, 1923-1940): ← PS-4 - PS-5 - PS-7 - PS-9 - PS-30 - PS-35 - PS-40 →